# Muhammad Taqi Schurida
Muhammad Taqi Schurida oder Muḥammad Taḳī Shūrīda (geboren 1858 in Schiras; gestorben 14. Oktober 1926) war ein persischer Poet.

## Leben und Herkunft
Shūrīda stammt aus einfachen Verhältnissen. Nach einer Pockeninfektion erblindete er vollständig, später, nach dem Tod seines Vaters kam er in die Obhut seines Onkels, mit dem er zusammen die Haddsch absolvierte, bevor er seine Studien fortsetzte. Bei den Herrschern und in gehobenen gesellschaftlichen Kreisen genoss er hohes Ansehen. Er hinterließ einen umfangreichen Diwan, der im Jahr 1946 von seinem Sohn veröffentlicht wurde.